# Дикое счастье (роман)

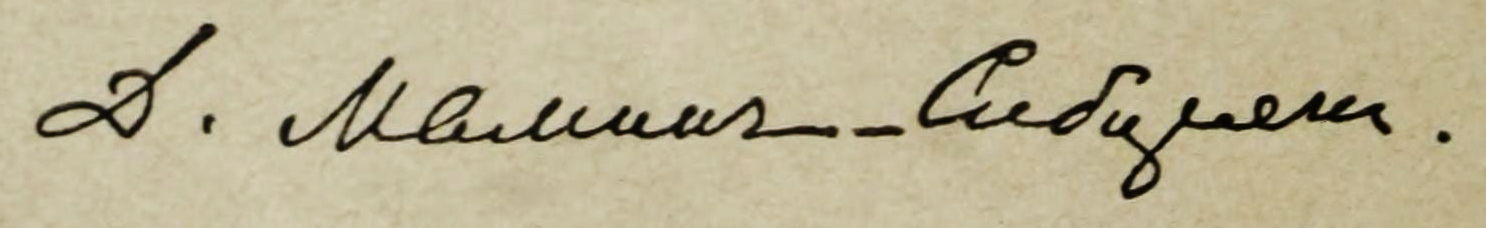
Автограф Мамина-Сибиряка из Полного собрания сочинений. 1915 год

«Ди́кое сча́стье» (первоначальное название — «Жилка») — роман 1884 года, относящийся к «уральскому» циклу произведений Дмитрия Наркисовича Мамина-Сибиряка. Вместе с романом «Горное гнездо» укрепил литературные позиции автора.

## История создания и сюжет
Роман «Дикое счастье» был впервые напечатан под названием «Жилка» в 1884 году в журнале «Вестник Европы», с подзагололовком: «Из рассказов о золоте» и подписью «Д. Мамин». В этом же году писателем были завершены произведения «Горное гнездо», «Башка», «Золотая ночь» и несколько других. Писатель считал необходимым рассказать о проблемах уральской жизни того времени, к числу которых относилась «Золотая горячка», вызванная бурным развитием капитализма и открытием новых золотых месторождений. По словам писателя, он попытался рассказать о том, как в далёкой уральской дыре «дикое богатство погубило не одну хорошую семью, крепкую старинными устоями». Писатель несколько раз путешествовал по золотым приискам Урала, изучая жизнь золотоискателей и патриархальный быт старообрядцев.

## Экранизации
- 2012 год — «Золото» — режиссёр Андрей Мармонтов